# Antología

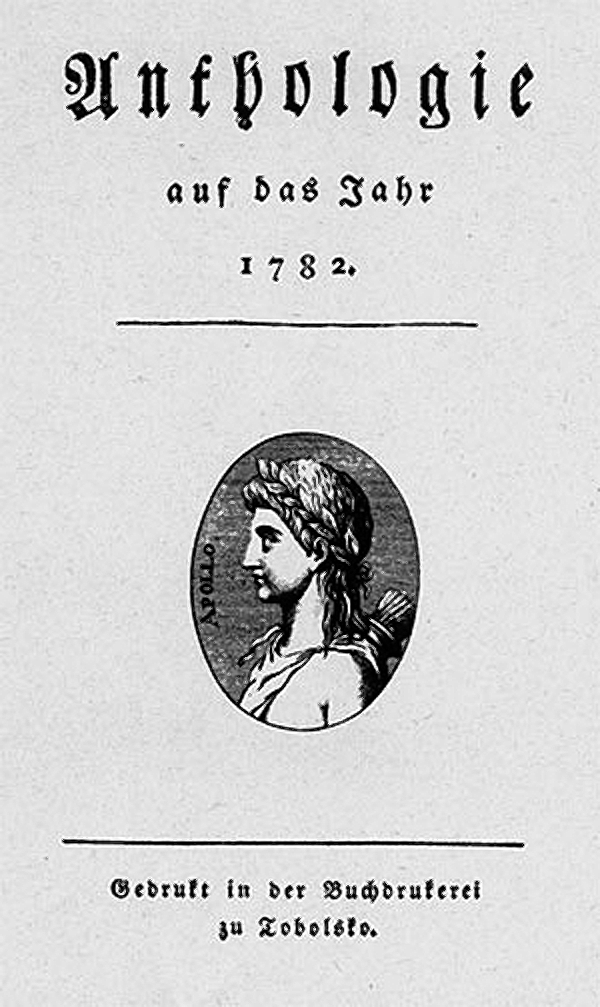
Friedrich Schiller, antología de 1782.

Una antología es una recopilación de obras notables por algún motivo en particular, de alguien o algo en específico (literarias, cinematográficas, musicales, etcétera).
En el contexto literario, una antología contendría una selección de textos de uno o varios autores. Es común en poesía (antología poética), aunque también puede darse en otros géneros, como fábulas, ensayos o cuentos. La antología puede ser de naturaleza temática, literaria o bien, personal y arbitraria. Cada fragmento debe contener:  
- Título de la obra y la parte seleccionada.
- Nombre del autor al final del fragmento que posea el libro o novela.
- La palabra fragmento al inicio del texto seleccionado.

También se debe especificar el género al que pertenece el fragmento literario. 
La principal función de la antología es divulgar las obras (poemas, cuentos, fábulas) más representativas de un autor, género, tema, tendencia, movimiento o región.
Por ejemplo, si el fragmento perteneciera a la obra El cantar de Mio Cid, su género será épico.[cita requerida]
Después de seleccionar un fragmento, es conveniente que se le agregue un comentario, en el cual se mencionan datos acerca del autor de la obra. Y, si es anónima, los datos se referirán a la obra en sí y la impresión que ha causado la lectura.[cita requerida]